# 乔·艾伦
約瑟·米高·"祖"·阿倫（英語：Joseph Michael "Joe" Allen，1990年3月14日—）出生於威爾斯卡马森郡郡治卡马森，是一名威爾斯足球運動員，司職中場，現效力於英冠球會史雲斯。

## 生平

### 球會
祖·阿倫於9歲時已加入史雲斯並在其青訓系統成長。2006/07年球季他當仍然是首年獎學金球員身份為青年隊參賽，由於一隊傷兵問題嚴重，於英格蘭足總盃第三圈作客布拉莫巷体育场3-0淘汰錫菲聯獲提升擔任沒有上陣的後補球員。僅兩週後，時年16歲的祖·阿倫獲時任領隊肯尼·杰基特（Kenny Jackett）派遣在「威爾斯超級盃」（FAW Premier Cup）作客對威尔士足球超级联赛的塔尔波特港（Port Talbot Town）正選上陣，只踢了上半場，球隊最終於加時賽負1-2。祖·阿倫在球季閉幕戰主場3-6負於黑池首次在聯賽上陣，球隊在轉任領隊的前隊長罗伯托·马丁内斯帶領下僅差一點未能取得附加賽的席位。
2007/08年球季展開，2007年8月14日祖·阿倫於英格蘭聯賽盃第一圈主場對華素爾正選上陣，並助攻予保羅·安達臣（Paul Anderson）先開紀錄，最終以2-0淘汰對手，隨即獲得球隊提供首份職業合約，為期直至2010年。他在第二圈主場對雷丁繼續獲派正選參賽，雖然有上佳演出，但球隊於加時賽後負0-1出局。9月14日祖·阿倫首次在聯賽正選上陣，於主場迎戰卡素爾，球隊最終反勝2-1，但他已因傷提早離場。祖·阿倫仍然是青年隊的主力，更是2008年4月27日作客尼尼安公園球場（Ninian Park）1-0擊敗卡迪夫城贏得「FAW威爾斯青年盃」（FAW Welsh Youth Cup）的冠軍隊成員之一；但季內他仍為一隊在各項賽事合共上陣11場，而史雲斯亦贏取英甲聯賽冠軍及於來季升班英冠。
翌季是史雲斯在英冠角逐的首個球季，亦是闊別超過20年後再次重返第二級聯賽，由於隊中中場人才濟濟，祖·阿倫沒法躋身一隊，僅為球隊在英格蘭聯賽盃第二圈對侯城上陣1場，於2008年10月7日他獲外借到由威爾斯國家隊助理領隊迪恩·桑德斯（Dean Saunders）帶領的議會全國聯賽球隊域斯咸，為期1個月，於首場上陣在25碼射入1球協助球隊以3-1擊敗約克城。他再為域斯咸再上陣1場後，於操練時觸傷腳踝韌帶，預計需要養傷兩至四星期，因而提前結束借用返回自由球場。由於隊中荷蘭中場菲里·伯德（Ferry Bodde）於11月對伯明翰城時膝蓋十字韌帶撕裂而需要長期缺陣，祖·阿倫重返一隊陣中，於12月6日作客0-0賽和布里斯托城的賽事末段後補上陣；12月9日主場迎戰班士利，下半場開賽不久球隊落後兩球，領隊罗伯托·马丁内斯隨即調入祖·阿倫，功效立竿見影，由連入兩球扳平2-2完場。自此以後他鞏固一隊席位，由於表演穩定，以18歲之齡將較具經驗的歐文·图德-琼斯（Owain Tudur-Jones）迫任副選。2009年4月5日祖·阿倫於「南威爾斯打吡」作客對卡迪夫城下半場以後補身份上陣，於完場前兩分鐘射入個人首個聯賽入球兼為球隊再超前2-1，但完場前隊友艾殊利·威廉斯禁區內犯天條被判罰極刑，最終雙方2-2平手完場，戰果兩敗俱傷，球季結束時卡迪夫城僅以1個入球不及普雷斯頓失落附加賽席位，而史雲斯排在其後得第8位。祖·阿倫獲選球會「年度最佳青年球員」，於季後與史雲斯簽署三年新約，留隊直至2012年。
祖·阿倫於16歲時玩橄欖球時曾使肩膀脫臼，惟近年情況漸見嚴重，於2010年夏季接受手術根治傷患，缺席季初的賽事。隨著布里顿離隊加盟錫菲聯後，祖·阿倫填補他遺下的空缺。2010年10月30日祖·阿倫於作客水晶宮射入季內首個入球，亦是他18個月來首個入球，賽後他表示在增強信心後希望可以取得更多入球。12月4日作客3-1擊敗葉士域治，祖·阿倫又再入球，於門前混戰射入為球隊反超前2-1。
2012年8月10日，祖·阿倫加盟英超球會利物浦，有關轉會費金額及合約年期並無透露，據估計轉會費金額為1500萬英鎊合約為期5年。
2013年3月17日，利物浦領隊布伦达·罗杰斯稱祖·阿倫肩部受傷需進行手術估計要休養三個月。

### 國家隊
祖·阿倫在與史雲斯簽訂首份職業合約後不久，獲徵召加入威爾斯U21備戰於2007年8月27日作客對瑞典的友誼賽，他以後補身份首次上陣並射入奠勝球鎖定4-3勝局。雖然在球會中擔任正中場，但在國家隊為遷就阿隆·拉姆塞及杰克·科里森（Jack Collison）一對常規正中場組合，祖·阿倫轉任右中場。
2009年5月29日祖·阿倫首次代表威爾斯成年隊上陣，於友賽愛沙尼亞後補入替杰克·科里森。他亦有入選同年11月14日在新開的卡迪夫城運動場對蘇格蘭的友誼賽，當下半場入替阿隆·拉姆塞上陣時，由於他隸屬主場球隊卡迪夫城的死敵史雲斯，而被部分忠心的當地球迷柴台，他其後淡化事件表示已在預計之內而不介意球迷的行為。

## 私人生活
祖·阿倫操流利威尔士语。

## 榮譽
史雲斯
- FAW威爾斯青年盃（FAW Welsh Youth Cup）冠軍：2008年；

## 外部連結
- Soccerway資料庫：乔·艾伦
- 足球数据库：祖·阿倫的球员统计数据